# Grijze prieelvogel
De grijze prieelvogel (Chlamydera nuchalis) is een van de ongeveer twintig soorten prieelvogels.
De grijze prieelvogel is endemisch in Australië. Hij dankt zijn naam aan het prieel dat het mannetje maakt om vrouwtjes te lokken. Het hele jaar door besteedt hij aandacht aan dit prieel. Broeden en zorg voor de jongen wordt aan het vrouwtje uitbesteed en dat gebeurt heel onopvallend.

## Kenmerken
De grijze prieelvogel is 34 tot 37,5 cm lang. Het is een overwegend grijs gekleurde vogel met iets van bruin op de egaal gekleurde borst en met een donkere tekening op de vleugels kruin. De snavel is fors, donker gekleurd en gebogen. Het mannetje heeft op het achterhoofd een lila plukje veren, dat bij opwinding kan worden opgezet en dan duidelijk zichtbaar is.

## Het prieel
De grijze prieelvogel maakt een opvallend groot prieel dat bestaat uit een podium van twijgen en twee opstaande, gebogen walletjes van ongeveer 45 cm hoog en 2 cm dik bestaande uit twijgen. Daar voor ligt het podium dat 60 tot 120 cm lang kan zijn. Hierin verzamelt de vogel stukjes been, slakkenhuisjes, steentjes, gebleekte afgevallen bladeren, soms bloemen, kleine groene vruchten, glas, verpakkingsmateriaal of zo maar ronde voorwerpen zoals de uitwerpselen van kangoeroes.

## Voorkomen en leefgebied
De grijze prieelvogel komt voor in het noordelijk deel van Australië in de deelstaten West-Australië, Queensland en het  Noordelijk Territorium. Het is een vogel van droge Eucalyptusbossen, gebieden met struikgewas (scrubland) en aangeplant bos langs waterlopen.
De soort telt twee ondersoorten:
- C. n. nuchalis: van noordwestelijk tot het noordelijke deel van Centraal-Australië.
- C. n. orientalis: noordoostelijk Australië.

## Status
De grijze prieelvogel heeft een enorm groot verspreidingsgebied en daardoor alleen al is de kans op uitsterven uiterst gering. De grootte van de populatie is niet gekwantificeerd, maar de aantallen lopen terug, hoewel de vogel plaatselijk nog algemeen voorkomt. Het tempo van achteruitgang ligt onder de 30% in tien jaar (minder dan 3,5% per jaar). Om deze redenen staat deze prieelvogel als niet bedreigd op de Rode Lijst van de IUCN.

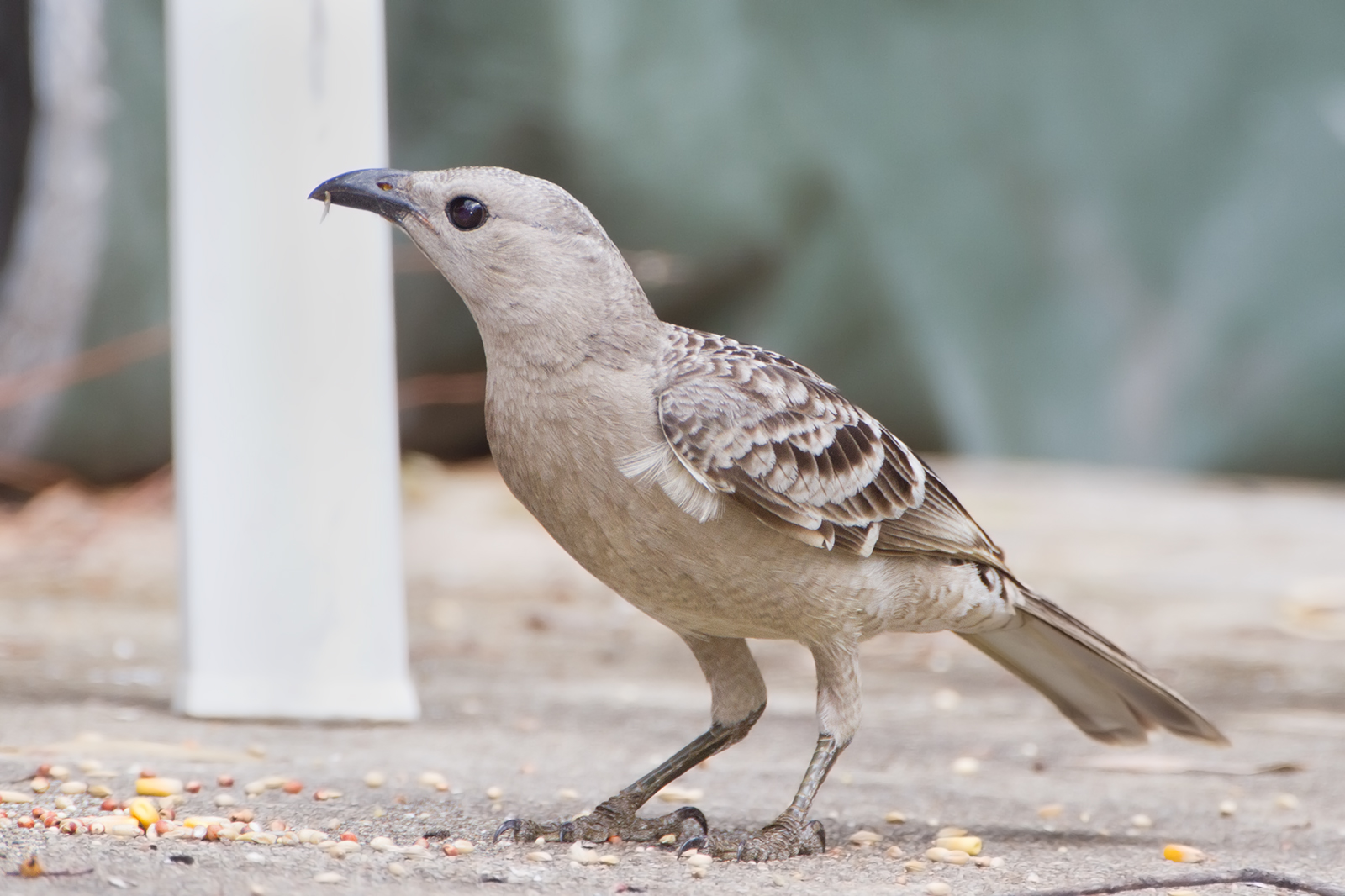
Foto van een grijze prieelvogel uit Queensland
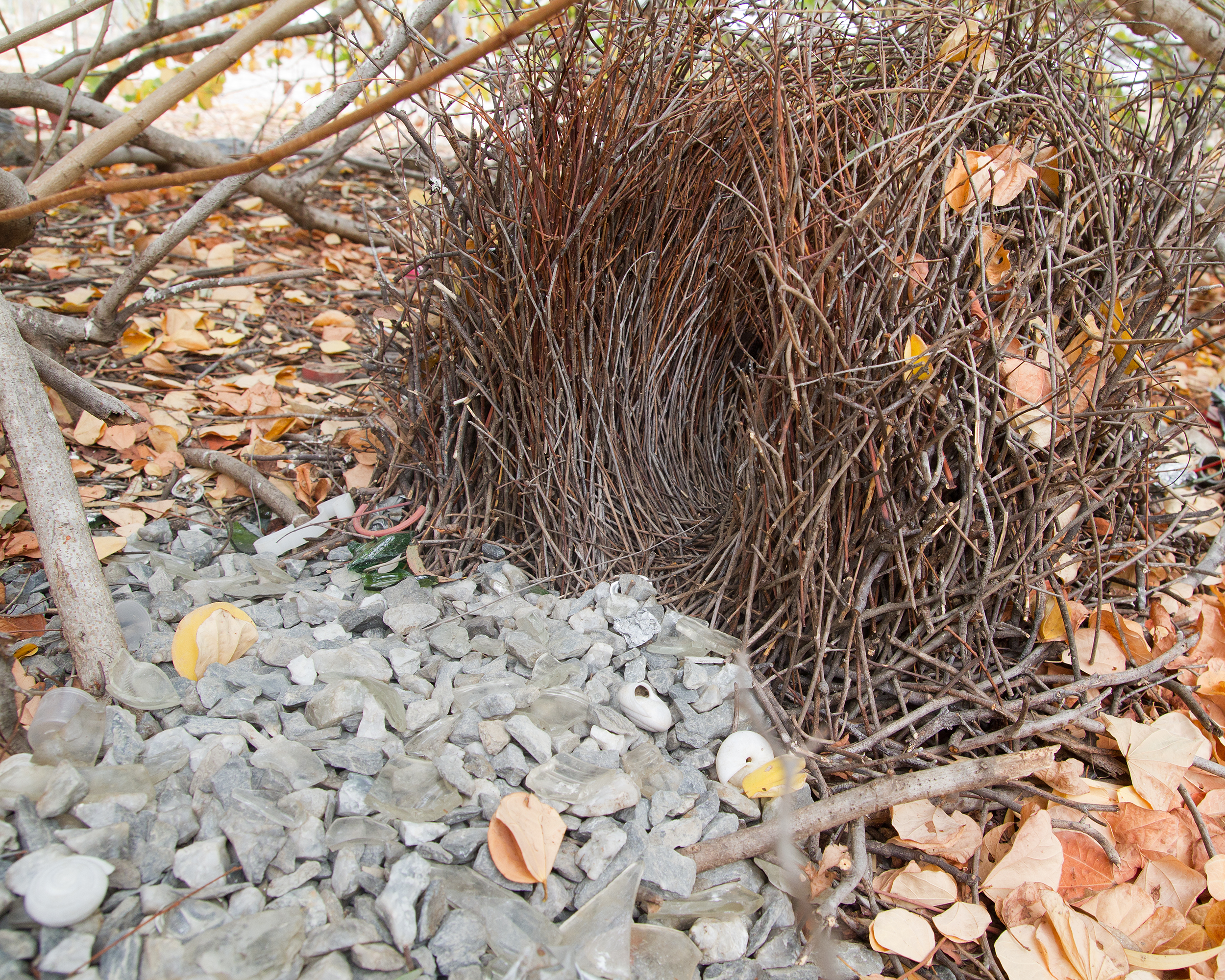
Foto van het prieel van de grijze prieelvogel